# Пинк плус
Пинк плус је српска телевизијска станица са седиштем у Београду. Налази се у власништву предузећа Pink International Company. Намењен је српској дијаспори и емитује се широм света.